# Dům U Červeného orla (Jilská)
Dům U Červeného orla je dům čp. 452 na Starém Městě v Praze mezi Jilskou ulicí (č. 22) a Hlavsovou uličkou. Stojí mezi domy U Tří bažantů a U Velryby. Je chráněn jako kulturní památka České republiky.
Na místě domu stával románský objekt, který byl posléze několikrát goticky přestavěn a rozšířen. První zmínka o domu je z roku 1404, kdy pravděpodobně již stála patrová budova při ulici, kolem roku 1490 byl pak dům rozšířen do dvora. Na počátku 17. století byl dům pravděpodobně pozdně renesančně přestavěn, v 1. desetiletí 18. století vrcholně barokně a po polovině 19. století klasicistně. Sklepy mají gotické klenby, v přízemí se dochovala místnost s křížovou klenbou a v 1. patře je renesanční místnost s nástropním zrcadlem.